# Pressschlag
Als Pressschlag oder Pressball bezeichnet man im Fußballsport das gleichzeitige Treten des Balles durch zwei Spieler aus unterschiedlichen Bewegungsrichtungen.
Pressschläge kommen beispielsweise dann zustande, wenn die angreifende Mannschaft durch einen Offensivspieler an den Ball kommt, dieser gerade schießen oder flanken möchte und ein Abwehrspieler der verteidigenden Mannschaft die Schussbewegung des Offensivspielers mit der gleichen Bewegung zu blocken versucht. Wenn beim Pressschlag beide Spieler nur den Ball treffen, ist das regelkonform und stellt kein Foul dar.
Bei Pressschlägen entstehen oft Sprunggelenks- und Knieverletzungen, vor allem wenn einer der Spieler zurückzieht, statt den Pressschlag mit Kraft auszuführen. Durch die unkontrollierte Natur des Pressschlages und das Gegeneinanderwirken der Kräfte lässt sich die Position des Balles danach nicht vorhersagen, weshalb ein Pressschlag vom Schiedsrichter meist nicht als absichtliches Zuspiel im Sinne der Rückpassregel ausgelegt wird.